# Linia kolejowa Eisfeld – Sonneberg
Linia kolejowa Eisfeld – Sonneberg – lokalna, jednotorowa i niezelektryfikowana linia kolejowa w kraju związkowym Turyngia, w Niemczech. Łączy miejscowości Eisfeld i Sonneberg przebiegając przez Las Turyński.